# حزب دموکراتیک خلق‌ها
حزب دموکراتیک خلق‌ها، (به ترکی استانبولی: Halkların Demokratik Partisi)، (به کردی: Partiya Demokratîk a Gelan) که به صورت مخفف به شکل ه.د.پ (به ترکی استانبولی: HDP) نگاشته می‌شود یک حزب سیاسی در ترکیه است. این حزب در اساسنامه‌اش، هدف خود را تأسیس یک دولت دموکراتیک مردمی عنوان کرده که به مردم فرصت زندگی شرافتمندانه، بدون سرکوب، استثمار و تبعیض را بدهد. این حزب مخاطب خود را تمام اقوام و مذاهبی عنوان کرده که تحت ستم و استثمار قرار دارند. این حزب در تاریخ ۱۵ اکتبر ۲۰۱۲ از سوی کنگرهٔ دموکراتیک خلق‌ها و چپگرایان کرد شکل گرفت. تعدادی از اعضای برجستهٔ حزب آشتی و دموکراسی در اکتبر ۲۰۱۳ از این حزب استعفا داده و به حزب دموکراتیک خلق‌ها پیوستند و به‌طور کلی میان این دو حزب هم‌پوشانی بالایی وجود دارد. حزب دموکراتیک خلق‌ها در نخستین حضور سیاسی خود در انتخابات محلی ترکیه در ۳۰ مارس ۲۰۱۴ شرکت کرد. این حزب به همراه کنگرهٔ دموکراتیک خلق‌ها در اقدامی مشترک در انتخابات محلی در غرب ترکیه شرکت کردند در طرف دیگر حزب آشتی و دموکراسی نیز در این انتخابات در شرق ترکیه شرکت کرد. حزب دمکراتیک خلق هاهمچنین در نخستین انتخابات ریاست جمهوری ترکیه در سال ۲۰۱۴ شرکت کرد نامزد این حزب صلاح الدین دمیرتاش بود.

## عبور از مانع ۱۰٪ درصدی
علی‌رغم نگرانی‌ها مبنی بر این که آیا این حزب می‌تواند از آستانهٔ ۱۰ درصدی انتخابات عبور کند، حزب دمکراتیک خلق‌ها به جای نامزدهای مستقل در انتخابات عمومی ژوئن ۲۰۱۵ ترکیه فهرست حزبی را مطرح کرد و فراتر از انتظارات و ان چیزی که در نظرسنجی‌ها گفته می‌شد ظاهر شد و بیش از ۱۳ درصد از آرای مردم ترکیه را به خود اختصاص داد و به سومین گروه بزرگ پارلمانی در ترکیه تبدیل شد.

## رهبری حزب و رویدادهای بعد از کودتای ناموفق ۲۰۱۶

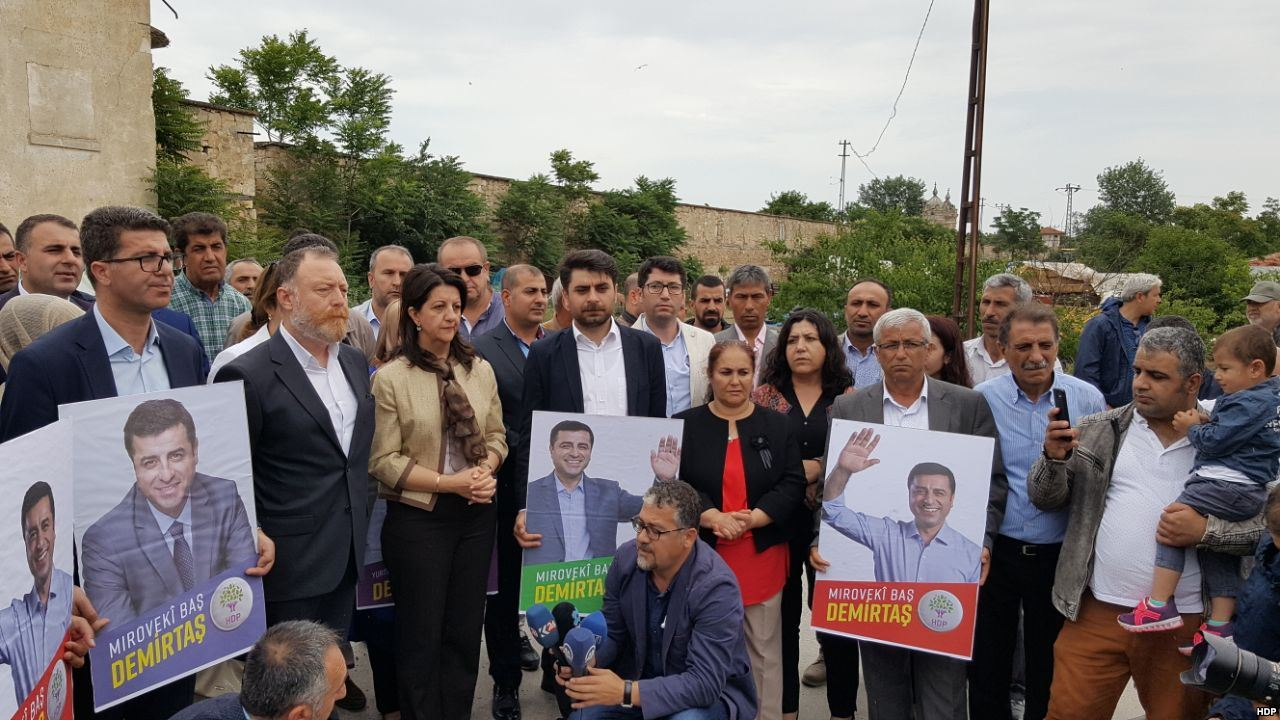
مبارزات انتخاباتی ریاست جمهوری 2018 صلاح الدین دمیرتاش در خارج از زندان ادرنه، جایی که وی در آن زندانی است، آغاز شد.

حزب دموکراتیک خلق‌ها دارای دو رهبر، یک زن و یک مرد است و قصد دارد تا این شکل از ریاست را ترویج کند. در کنفرانسی در تاریخ ۲۷ اکتبر ۲۰۱۳ در آنکارا، ارطغرل کورکجو و صباحت تونجل به‌طور مشترک به ریاست حزب برگزیده شدند. با این وجود، از آنجا که در قانون احزاب ترکیه ریاست مشترک به رسمیت شناخته نشده‌است، تنها نام صباحت تونجل به نام رهبر حزب ثبت شده‌است. پس از آن‌ها هم فیگن یوکسک‌داغ و صلاح‌الدین دمیرتاش ریاست مشترک حزب دموکراتیک خلق‌ها را بر عهده گرفتند. پس از کودتای ناموفق سال ۲۰۱۶ که حزب دمکراتیک خلق‌ها (HDP) به شدت با آن مخالفت کرد، ابتدا HDP نادیده گرفته شد و از آتش‌بس ملی پس از کودتای خارج شد؛ در حالی که دولت ترکیه ادعای پاکسازی اعضای جنبش گولن را مطرح می کرد اما در واقعیت از سپتامبر سال ۲۰۱۶ دادگستری ترکیه آغاز به ارسال حکم جلب مقامات منتخب HDP به اتهام اقدامات تروریستی کرد. از مارس ۲۰۱۸  وضعیت نمایندگان مجلس این حزب تغییر پیدا کرد و حق نمایندگی ۷ نمایندهٔ حزب دموکراتیک خلق‌ها باطل شد و به زندان فرستاده شدن و ۶ نمایندهٔ دیگر، از جمله رئیس پیشین این حزب، صلاح‌الدین دمیرتاش بازداشت و زندانی شدن این کار دولت ترکیه توانایی HDP را برای برقراری ارتباط و فعالیت در صحنهٔ سیاسی مختل کرد. در کمیتهٔ رهبری حزب، همچنین نمایندگانی از جنبش همجنسگرایان، جنبش گزی پارک، جنبش مردم در زندگی اجتماعی و نیز نمایندگان گروه‌های مختلف قومی و مذهبی عضویت دارند. حزب دموکراتیک خلق‌ها هم‌اکنون سومین حزب بزرگ مجلس ترکیه به‌شمار می‌آید. در تاریخ ۲۰ مهٔ ۲۰۱۶ پارلمان ترکیه رأی موافق برای جلوگیری از مصونیت نمایندگان مجلس را صادر کرد. به دنبال آن  ۵۴ نمایندهٔ HDP از ۵۹ نمایندهٔ پارلمان به اتهام مربوط به تروریسم تحت پیگرد قانونی قرار گرفتند. از ژوئن سال ۲۰۱۷ تعداد ۱۳ نمایندهٔ ارشد و از رهبران حزب دمکراتیک خلق‌ها بازداشت و ‌زندانی شدن در ۵ ژوئن وزارت کشور ترکیه اعلام کرد که ۱۳۰ نفر مشکوک به پیوندهای تروریستی در خارج از کشور می‌باشند تابعیت خود را از دست می‌دهند مگر اینکه ظرف مدت سه ماه به ترکیه بازگردند و پیگیر اتهامات خود باشند. سه نفر از مظنونان رهبران حزب دمکراتیک خلق می‌باشند. در مارس ۲۰۱۸ گزارش شد که ۱۱٬۰۰۰ عضو HDP دستگیر شده‌اند، از این تعداد بیش از ۳٬۰۰۰ نفر زندانی شده‌اند. در انتخابات محلی مارس ۲۰۱۹ ده‌ها کاندیدای شوراهای شهرداری به اتهام ترور دستگیر شدند. تا ماه مهٔ سال ۲۰۲۰ تعداد ۶۵ شهرداری که توسط حزب دموکراتیک خلق‌ها به دست آمده بود، شهرداران آن برکنار و زندانی شدن و افرادی از طرف دولت به این مقام منصوب شدند. حزب دموکرات امریکا گزارش داد که پس از انتخابات شهرداری در سال ۲۰۱۴ بیش از ۹۰ شهردار منتخب حزب دموکراتیک خلق‌ها برکنار و زندانی شدند.

## گسترش حزب
بنیانگذاران حزب دموکراتیک خلق‌ها، چند تن از چپ‌گرایان نزدیک به حزب آشتی و دموکراسی و نیز کنگرهٔ جامعهٔ دموکراتیک هستند که پلاتفورمی را شکل داده‌اند که سایر جریان‌های چپ، مانند حزب کارگران سوسیالیست انقلابی، حزب کار، حزب سوسیالیست ستمدیدگان، حزب دموکراسی سوسیالیستی، حزب سوسیالیست بازسازی و حزب سبز و چپ آینده نیز در آن حضور دارند.

## کشف دستگاه‌های استراق سمع
در دسامبر ۲۰۲۰ دفتر حزب دمکراتیک خلق‌ها در استانبول با برگزاری نشستی مطبوعاتی رسماً اعلام کرد که در دفاتر و ساختمان‌های این حزب دستگاه‌های مربوط به استراق سمع پیدا شده‌است. این دستگا‌ه‌ها ابتدا در مراکز حزب در دیاربکر و سپس در شهر وان کشف شده‌اند. دستگاه‌های استراق سمع در اتاق‌های جداگانه در پشت پریز برق، درون لامپ‌ها و یا در پریز‌های سه‌شاخه پیدا شده‌اند. ساروخان اولوچ رئیس فراکسیون نمایندگان حزب دموکراتیک خلق‌ها در پارلمان ترکیه اعلام کرد که از نظر او ادارۀ اطلاعات پلیس وابسته به وزارت کشور، و سازمان استخبارات ملی ترکیه (میت) تنها سازمان‌هایی در ترکیه هستند که می‌توانند به چنین کاری دست بزنند، و حزب دموکراتیک خلق‌ها قصد دارد در روزهای آینده علیه این دو سازمان شکوائیه‌ای را تنظیم کند.

## بازداشت و زندانی کردن اعضا و رهبران
حزب دموکراتیک خلق‌ها در روز ۲۳ ماه مه ۲۰۲۱ با صدور بیانیه‌ای اعلام کرد که از ۲۴ ژوئیۀ ۲۰۱۵ تا زمان صدور بیانیه دست‌کم ۱۷ هزار عضو این حزب بازداشت شده‌اند و برای ۳۶۹۵ نفر از آن‌ها حکم زندان صادر شده‌است. در این بیانیه آمده‌است که تنها در سال ۲۰۲۰ دست‌کم ۱۷۵۰ نفر از اعضا و مدیران و کارمندان این حزب بازداشت شده‌اند که از این میان حداقل ۱۷۲ نفر همچنان زندانی هستند.